# Mexistenasellus
Mexistenasellus là một chi động vật giáp xác chân đều trong họ Stenasellidae. 

## Các loài
Chi này có 6 loài, 4 trong số đó được xếp vào danh sách các loài bị đe dọa hoặc loài dễ tổn thương của Sách đỏ.
- Mexistenasellus coahuila Cole & Minckley, 1972 – [2]
- Mexistenasellus colei Bowman, 1982
- Mexistenasellus magniezi Argano, 1973
- Mexistenasellus nulemex Bowman, 1982 – [3]
- Mexistenasellus parzefalli Magniez, 1972 – [4]
- Mexistenasellus wilkensi Magniez, 1972 – [5]

Trừ M. coahuila xuất hiện cả ở Hoa Kỳ và México; các loài còn lại đều là loài đặc hữu của México.